# Poder Popular Unido
El Poder Popular Unido (en cingalés: Samagi Jana Balavēgaya, SJB) es una alianza política centrista en Sri Lanka liderada por el líder de la oposición Sajith Premadasa. Es la coalición de oposición más grande en el Parlamento de Sri Lanka desde 2020.